# مالكوم دوغلاس (مخرج)
مالكوم دوغلاس (بالإنجليزية: Malcolm Douglas)‏ هو مذيع ومخرج أسترالي، ولد في 14 مارس 1941 في Beechworth ‏ في أستراليا، وتوفي في 23 سبتمبر 2010 في بروم ‏ في أستراليا بسبب حادث مرور.

## روابط خارجية
- مالكوم دوغلاس على موقع IMDb (الإنجليزية)